# Guinea-Bissau i olympiska sommarspelen 2016
Guinea-Bissau deltog med fem deltagare vid de olympiska sommarspelen 2016 i Rio de Janeiro. Ingen av landets deltagare erövrade någon medalj.

## Brottning
Herrar, fristil
| Brottare          | Gren             | Kvalomgång               | Omgång 1                 | Kvartsfinal          | Semifinal            | Återkval 1           | Återkval 2           | Final / BM           | Final / BM |
| Brottare          | Gren             | Motståndare Resultat     | Motståndare Resultat     | Motståndare Resultat | Motståndare Resultat | Motståndare Resultat | Motståndare Resultat | Motståndare Resultat | Placering  |
| ----------------- | ---------------- | ------------------------ | ------------------------ | -------------------- | -------------------- | -------------------- | -------------------- | -------------------- | ---------- |
| Augusto Midana    | Mellanvikt -74kg | Bye                      | Burroughs (USA) L 1–3 PP | Gick inte vidare     | Gick inte vidare     | Gick inte vidare     | Gick inte vidare     | Gick inte vidare     | 14         |
| Bedopassa Buassat | Tungvikt -97kg   | Ibragimov (UZB) L 0–5 VB | Gick inte vidare         | Gick inte vidare     | Gick inte vidare     | Gick inte vidare     | Gick inte vidare     | Gick inte vidare     | 15         |

## Friidrott
Förkortningar
- Notera– Placeringar avser endast det specifika heatet.
- Q = Tog sig vidare till nästa omgång
- q = Tog sig vidare till nästa omgång som den snabbaste förloraren eller, i fältgrenarna, genom placering utan att nå kvalgränsen
- NR = Nationellt rekord
- N/A = Omgången fanns inte i grenen
- Bye = Idrottaren behövde inte tävla i omgången

Herrar
| Idrottare       | Gren                | Heat     | Heat      | Kvartsfinal      | Kvartsfinal      | Semifinal        | Semifinal        | Final            | Final            |
| Idrottare       | Gren                | Resultat | Placering | Resultat         | Placering        | Resultat         | Placering        | Resultat         | Placering        |
| --------------- | ------------------- | -------- | --------- | ---------------- | ---------------- | ---------------- | ---------------- | ---------------- | ---------------- |
| Holder da Silva | Herrarnas 100 meter | 10,97    | 4         | Gick inte vidare | Gick inte vidare | Gick inte vidare | Gick inte vidare | Gick inte vidare | Gick inte vidare |

Damer
| Idrottare       | Gren                 | Kval    | Kval      | Final            | Final            |
| Idrottare       | Gren                 | Distans | Placering | Distans          | Placering        |
| --------------- | -------------------- | ------- | --------- | ---------------- | ---------------- |
| Jéssica Inchude | Damernas kulstötning | 15,15   | 36        | Gick inte vidare | Gick inte vidare |

## Judo
| Idrottare    | Gren                          | Omgång 1             | Omgång 2                     | Omgång 3             | Kvartsfinaler        | Semifinaler          | Återkval             | Final / BM           | Final / BM |
| Idrottare    | Gren                          | Motståndare Resultat | Motståndare Resultat         | Motståndare Resultat | Motståndare Resultat | Motståndare Resultat | Motståndare Resultat | Motståndare Resultat | Placering  |
| ------------ | ----------------------------- | -------------------- | ---------------------------- | -------------------- | -------------------- | -------------------- | -------------------- | -------------------- | ---------- |
| Taciana Lima | Damernas extra lättvikt −48kg | Bye                  | Galbadrach (KAZ) L 010–010 S | Gick inte vidare     | Gick inte vidare     | Gick inte vidare     | Gick inte vidare     | Gick inte vidare     |            |